# Timo Kärnekull
Timo Kalevi Kärnekull (Sjöberg), född 9 april 1936 i Salo, Finland, död 22 januari 1993 i Edsberg, var en svensk bokförläggare.
Han kom till Sverige som krigsbarn 1941 från Finland och adopterades av hamnkaptenen Per Kärnekull från Nynäshamn. Timo Kärnekull studerade vid Uppsala universitet och var under sin studietid aktiv inom Södermanlands-Nerikes nation där han var nationens bibliotekarie samt klubbmästare 1962. 1978 installerades han som hedersledamot vid nationen. 
Timo Kärnekull startade bokförlaget Askild & Kärnekull 1969 tillsammans med Jan Askild, Barbro Stenström och Torsten Ehrenmark. Bokförlaget gav under omkring 10 år ut fler än 500 titlar.  En storsäljare  var Kvinnorummet av Marilyn French. Han startade 1982 Timo Förlag AB, och gav bland annat ut titlarna På jakt efter mästarskapet (Peters & Waterman) och Megatrender. Titlarna togs sedermera över av Svenska Dagbladet.
Timo Kärnekull är begravd på Norra kyrkogården i Örebro.